# 佐々木夫妻の仁義なき戦い
『佐々木夫妻の仁義なき戦い』（ささきふさいのじんぎなきたたかい）は、2008年1月20日より3月23日まで毎週日曜日21:00 - 21:54に、TBS系列の「日曜劇場」枠で放送されていた日本のテレビドラマ。主演は稲垣吾郎（SMAP）。

## 概要
この作品は、共に弁護士ではあるが、仕事においても日常生活においても性格が正反対の夫婦が周囲を巻き込みながら繰り広げる、夫婦喧嘩や離婚戦争の騒動を描くラブコメディである。また、本人らの離婚関連以外にも、多くの回で裁判や調停、利害関係者同士の話し合いなども扱われた、いわゆる法廷ドラマでもある。本作を収録したDVD版もある。
重厚でサバイバル・バトルロイヤルな作風を重視するため、2007年1月期の同枠の『華麗なる一族』以来ナレーションを導入し、小林清志を起用。
脚本の森下佳子が大のプロレスファンのため、役名のほとんどが実在のプロレスラーに由来し、またアントニオ猪木他プロレスラーが毎回ゲスト出演をする。
タイトルは著名なヤクザ映画『仁義なき戦い』から付けている。なお、特にネット上では『佐々木夫婦の仁義なき戦い』といった誤記が非常に多くみられる。
この時間は日曜劇場が連続ドラマ枠へ移行した1993年の『丘の上の向日葵』から数えて通算60作目である。
ちなみに同枠の次回作『猟奇的な彼女』の主演は、同じSMAPの草彅剛が担当している（下記の通り、草彅は本作の初回にもゲスト出演している）。
2019年現在、稲垣にとってゴールデンタイムの時間帯に放送された連続ドラマでは最後の主演作品となっている。

## 登場人物
年齢は公式サイトにて。

### 佐々木法律事務所
佐々木 法倫〈32〉
演 - 稲垣吾郎（SMAP）
几帳面で融通がきかない理想家肌の弁護士。「助けるべき人を助けたい」という想いから、現在の事務所を設立した。律子との出会いは3年前、学生時代から憧れていた吉田紗枝に3度目のプロポーズを断られた直後に出会い結婚。東京都出身の一人っ子で、趣味はレスリング。
佐々木 律子〈32〉
演 - 小雪
がさつな弁護士。結婚直前までいった恋人に婚約を破棄された直後、同じような法倫と出会い意気投合、愛があると信じ込んで電撃結婚。広島県出身で実家はお好み焼き屋。
桜庭 元〈24〉
演 - 小出恵介
佐々木法律事務所のパラリーガル（アシスタント）で法倫のサポートをする傍ら、弁護士になるべく司法試験の合格を目指している。
鈴木 恵〈26〉
演 - 酒井若菜
経理事務を担当する派遣スタッフ。おっとりとした朗らかキャラだが、実は仕事は速く有能。
蝶野 清〈45〉
演 - 西村雅彦
佐々木弁護士事務所のスタッフで律子のアシスタント。常に新しいクライアントを狙っている。その理由は給料ベースアップを図るため。
馬場 啓一郎〈60〉
演 - 藤田まこと
佐々木弁護士事務所で調査部門を担当。元警察官。定年退職後に佐々木法律事務所へ再就職。

### その他
猪木 鉄男〈35〉
演 - 古田新太
律子の親友で、マッサージ師。実はゲイ。おしゃれ上手で料理の腕前も超一流。過去に結婚して子どももいたが、離婚の際、親権の裁判で負けてしまった。そのときの担当が、新人の頃の律子だった。
小川 信司〈32〉
演 - 山本耕史
弁護士。法倫の大学の同級生。同じレスリング部で同じ釜の飯を食った友人。
佐々木 明日
演 - 巨勢竜也
佐々木夫妻の息子。
鉄博
演 - 小清水一揮
鉄男の息子。
吉田 紗枝〈32〉
演 - 桜井幸子
法倫の片思いの相手。法倫の大学時代の同級生で、3度プロポーズして、3度とも振られた憧れの人。だが、彼女には人に言えないヒミツがある。
佐々木 ゆと子〈57〉
演 - 江波杏子
法倫の母親。自分の思い通りにならないと気がすまない。何かにつけて律子のことが気に食わない。
宇野 浩子（律子の母・回想）〈57〉
演 - 銀粉蝶
律子の母。お好み焼き屋を切り盛りしながら、女手一つで律子と妹を育て上げた。
ナレーション - 小林清志

### ゲスト
太字はゲスト出演のプロレス関係者。
第1話 「愛と鼻血の離婚バトル開幕!!」
- コーチ - アントニオ猪木
- 弁護士 - 草彅剛（SMAP）
- 大谷 - 平泉成
- 小鹿力 - 小堺一機
- 小鹿の妻 - 鷲尾真知子
- 高山 - 久保晶

第2話 「逆襲の女!?」
- 前田幸造 - 泉谷しげる
- 前田奈津子 - 朝加真由美
- 弁護士 - 草彅剛（SMAP）
- ウエイター - 小川直也
- 宇野浩子（律子の母・回想） - 銀粉蝶
- 弁護士　− 津田健次郎
- 大谷 - 平泉成

第3話 「もう離婚!?」
- 山本賢介 - 石橋保
- 山本幸恵 - 長谷川真弓
- 浜口マコト - やべきょうすけ
- 料理屋店主 - アニマル浜口

第4話 「えっチカン!? それでもボクはやってない」
- 山田 - 京野ことみ
- 弁護士 - ジャガー横田
- 検事 - 大河内浩
- 刑事 - 酒井敏也

第5話 「猪木号泣!! 家族は永遠に不滅です」
- 猪木の元妻・聡子 - 松田美由紀
- 息子・鉄博 - 小清水一揮
- 教授 - 藤波辰爾
- 紗枝の叔母・吉田梅子 - 根岸季衣
- 紗枝の父・吉田庄助 ‐ 野村信次

第6話 「禁断のキスが招く悲劇…涙の結末」
- 紗枝の叔母・松子 - 田中好子 ※special thanks
- 紗枝の叔母・吉田梅子 - 根岸季衣
- 和菓子店・店員 - 蝶野正洋

第7話 「まさかの妊娠慰謝料何と一億円!?」
- 離婚調停員 - 島田順司
- 離婚調停員 - 岡本麗
- 受付係 - 桜庭和志

※テレビ放送では自らの入場テーマが使用されたが、販売品では版権上の理由により差し替えられている。

第8話 「出産せまる!! 明日という新しい命」
- クライアント - 武藤敬司
- 刑事 - 伊藤昌一
- 医者 - ノモガクジ

第9話 「最後の審判!! 子供はボクが守る!!」
- クライアント - 三沢光晴
- 判事 - 高杉航大
- 刑事 - 伊藤昌一

最終話 「涙の法廷!! 夫婦の愛よ永遠に…」
- 保護者・佐々木 - 佐々木健介
- 保護者・佐々木の妻 - 北斗晶
- 保護者・佐々木の息子 - 鈴木福
- ススム - 天野浩成
- 判事 - 高杉航大

## スタッフ
- 脚本 - 森下佳子
- 演出 - 平川雄一朗、那須田淳、中前勇児
- 主題歌 - SMAP「そのまま」（ビクターエンタテインメント）
- プロデューサー - 高橋正尚
- 制作 - TBSテレビ
- 製作著作 - TBS

## 放送日程
| 話数                                                       | 放送日        | サブタイトル                          | 演出       | 視聴率 |
| ---------------------------------------------------------- | ------------- | ------------------------------------- | ---------- | ------ |
| 第1話                                                      | 2008年1月20日 | 愛と鼻血の離婚バトル開幕!!            | 平川雄一朗 | 17.3%  |
| 第2話                                                      | 2008年1月27日 | 逆襲の女!?                            | 平川雄一朗 | 11.7%  |
| 第3話                                                      | 2008年2月03日 | もう離婚!?                            | 那須田淳   | 11.6%  |
| 第4話                                                      | 2008年2月10日 | えっチカン!? それでもボクはやってない | 那須田淳   | 09.2%  |
| 第5話                                                      | 2008年2月17日 | 猪木号泣!! 家族は永遠に不滅です       | 平川雄一朗 | 08.9%  |
| 第6話                                                      | 2008年2月24日 | 禁断のキスが招く悲劇…涙の結末         | 平川雄一朗 | 09.9%  |
| 第7話                                                      | 2008年3月02日 | まさかの妊娠慰謝料何と一億円!?        | 中前勇児   | 09.2%  |
| 第8話                                                      | 2008年3月09日 | 出産せまる!! 明日という新しい命       | 那須田淳   | 09.1%  |
| 第9話                                                      | 2008年3月16日 | 最後の審判!! 子供はボクが守る!!       | 那須田淳   | 11.0%  |
| 最終話                                                     | 2008年3月23日 | 涙の法廷!! 夫婦の愛よ永遠に…          | 平川雄一朗 | 11.1%  |
| 平均視聴率 10.9%（視聴率は関東地区・ビデオリサーチ社調べ） |               |                                       |            |        |

## その他
- 山崎製パンとのコラボレーションとして「佐々木夫妻の仁義'Sパン（ジンギスパン）」をドラマ開始日の2008年1月20日に発売した。TBSドラマと山崎製パンのコラボは『華麗なる一族』以来1年振りとなる。食品のコンセプトは弁護士夫婦の夫婦喧嘩を描いた内容に沿り、「朝食ぐらいは仲良く食べられるように」としてハート型で、卵味とツナ味をハートの片割れずつにあてがわれたトッピング。パッケージには「数字で占うラブ運占いシール」が付いており、そのシールで「今日のLOVE運」を占う仕様となっている[11]。
- 本作品の第4話では、稲垣演じる法倫が痴漢冤罪に巻き込まれるというストーリーになっているが、偶然にも2005年に同枠で放送され稲垣が主演を務めた「Mの悲劇」の第1話でも、稲垣演じる安藤が痴漢冤罪に巻き込まれるシーンが存在する。

## 韓国ドラマ
韓国でのタイトルは『負けたくない!』（韓: 지고는 못살아）である。

### 出演
- イ・ウンジェ：チェ・ジウ
- ヨン・ヒョンウ：ユン・サンヒョン
- コ・ギチャン：キム・ジョンテ
- ホン・クムジ：キム・ジャオク